# 지방공기업평가원
지방공기업평가원(地方公企業評價院, Evaluation Institute of Regional Public Corporation)은 지방자치단체가 운영하는 공기업과 각종 경영사업에 대한 평가, 사업타당성 검토, 교육연수 및 상담자문 등 지방자치단체의 경영·행정분야에 대한 컨설팅 전문기관이다.

## 설립 근거
- 지방공기업법 제78조의4[1]

## 주요 업무
- 지방공기업 정책의 연구개발과 정부에 대한 자문 및 지원
- 지방자치단체와 지방공기업의 발전과 경영개선을 위한 조사 ·연구
- 지방공기업 설립·운영에 관한 경영지도, 자문 및 평가· 진단
- 지역경제 활성화 및 지방재정 확충을 위한 경영정보 수집 ·전파
- 지방공기업 및 지방자치단체 경영능력 향상을 위한 교육연수
- 평생교육법에 의한 지식·인력개발 관련 평생교육사업
- 지방공기업및지방자치단체투자·경영사업에대한원가계산및 요금관리
- 지방공기업 및 지방자치단체 투자·경영사업에 대한 타당성 조사·분석
- 지방공기업 및 지방자치단체 우수기관에 대한지원(시상금,장학금 등)
- 기타 지방자치단체의 행·재정, 경영에 필요한 서비스 제공 및 평가원의 목적 달성을 위한 사업

## 연혁
- 1992년 3월 내무부산하 재단법인 설립(지방자치경영협회)[2]
- 1993년 3월 지방공기업 경영평가 실시(상·하수도 및 공영개발사업)
- 1994년 8월 지방공사공단 설립타당성검토 전문기관. 지방공기업 경영평가 전담기관 지정(직영사업 및 지방공사 공단). 지방공기업법에 의한 경영지도법인으로 전환
- 2000년 1월 서울특별시 지방공사공단 경영평가 기관 지정. "한국자치경영협회" 명칭 및 법인형태 변경(재단법인)
- 2002년 9월 "한국자치경영평가원"으로 명칭변경
- 2011년 4월 "경영지도법인 지방공기업평가원" 설립(지방공기업법 제78조의3)[3]
- 지방공기업법 개정에 따라 법정기관화(‘16. 3.30) - 설립근거(지방공기업법 제78조의4) - 정책연구, 경영평가·컨설팅, 전문교육 실시

## 조직

### 이사장
- 비상근감사
- 투자분석센터

#### 상임이사

##### 기획운영실
- 지방공기업지원팀 (비즈니스센터)
- 기획운영팀
- 정보화팀

##### 연구평가본부
- 지방공기업지원팀 (DB센터)
- 연구컨설팅실
- 경영평가실

##### 인재개발센터
- 인재기획팀
- 인재역량팀
- 인재채용팀

## 같이 보기
- 대한민국의 공공기관 목록 (지방자치단체별)
- 대한민국의 공공기관 목록 (주무부처별)
- 지방자치단체